# Jeffrey Dahmer
Jeffrey Lionel Dahmer (Milwaukee, Wisconsin, 1960. május 21. – Portage, Wisconsin, 1994. november 28.) amerikai sorozatgyilkos, akit 17 férfi és fiú megölése miatt ítéltek el. Áldozatai közül legtöbben afrikai és ázsiai származásúak voltak. Gyilkosságai során több hátborzongató és beteges dolgot is véghez vitt: nemi erőszak, kínzás, feldarabolás, nekrofilia, kannibalizmus. 1994. november 28-án Dahmert a portage-i, börtönben (Columbia Correctional Institution) egy rabtársa, Christopher Scarver vasrúddal agyonverte.

## Fiatalkora
Dahmer Wisconsin államban West Allisben született a velszi-német származású Lionel Dahmer és a norvég-ír származású Joyce Flint gyermekeként. Egy testvére volt, aki hat évvel volt fiatalabb nála. Amikor Jeffrey nyolcéves volt, a család Ohióba költözött. Dahmer gyermekkorának korai évei normálisan teltek, tízéves kora után kezdett zárkózottá válni. Ekkoriban elpusztult állatokat vitt haza, és felboncolta őket. Tizenéves korában inni kezdett, és alkoholistává vált. Egyik iskolatársa felidézte, amint egyszer kérdőre vonta Jeffrey-t, hogy mi az, amit iszik, mire Jeffrey megrázta a fejét és annyit mondott: "a gyógyszerem". Az osztálytársa egyértelműen látta, hogy reggel 8 órakor már kezdett berúgni. Mások elmondása szerint Jeffrey felvett furcsa szokásokat, mint például ahogy ment a buszmegállóba: négyet előre lépett, egyet hátra, majd megint négyet előre és kettőt hátra. Egyértelműen figyelemre vágyott. Máskor pénzt szedett be az osztálytársaitól, és a közeli bevásárlóközpontban egy show-t rendezett. Vagy hangosan kiabálva rohant az iskola folyosóján, vagy pedig azt képzelte, hogy gyilkosság történt, és körberajzolta a képzelt testet. Első groteszk fantáziálása körülbelül 13-16 éves kora között volt, amikor is felfigyelt egy helyi kocogóra. Elképzelte, hogy leüti, és utána azt csinál vele, amit akar. Egy nap aztán ténylegesen meg akarta tenni, de szerencsére a kocogó nem jött.
1978-ban szülei elváltak. Dahmer ezután az Ohiói Állami Egyetem hallgatója volt. Az egyetemet nem sikerült befejeznie alkoholproblémái miatt. 1978. december 29-én jelentkezett az Amerikai Egyesült Államok hadseregébe. Itt orvosi képzést kapott, de 1981 márciusában alkoholizmusa miatt eltanácsolták és a németországi Baumholderbe került, ahol laboratóriumban dolgozott. Innen visszatért Dél-Floridába, majd 1982-ben visszaköltözött szülővárosába nagymamájához. Itt később letartóztatták közszeméremsértésért.

## Gyilkosságai
Rendszerint úgy követte el a gyilkosságokat, hogy az áldozatait saját lakására hívta, benzodiazepin típusú (triazolam vagy temazepam) altatót kevert az italukba. Első áldozatát előbb megölte, majd önkielégítést végzett (a rendőrségi vallomás jegyzőkönyve alapján). Több esetben (análisan vagy orálisan) közösült a már halott áldozataival. Szokása volt továbbá, hogy mielőtt feldarabolta áldozatait, különféle pózokba állította be a testüket és lefényképezte őket. Dahmer arról is fantáziált, hogy agykárosodás előidézésével létrehozzon egy olyan  "zombi" szexrabszolgát, aki csak az övé és neki engedelmeskedik, ezért (a gyilkosságsorozat utolsó áldozatai esetében) lyukat fúrt az áldozata koponyájába és savat fecskendezett az agyukba. Sikertelen kísérletei az áldozat halálával végződtek. Végül többnyire megfojtotta őket.
A seregben kapott orvosi képzés óta rendkívül érdekelték a belső szervek. Halott áldozatainak testét feldarabolta, és a részeket rendszerint elfogyasztotta. A folyamatot fotókkal dokumentálta. Áldozatainak több szervét is megtartotta, és a hűtőjében formaldehidben tartotta, a koponyájukat lelakkozta, és díszként használta.

## Letartóztatása
1991. július 22-én éjjel egy rémült fekete fiatalember egyik kezén bilinccsel megállított egy rendőrautót. A rendőrök először azt hitték, hogy elmenekült egy másik egységtől, de amikor megálltak, a fiatalember csak annyit tudott hirtelen mondani, hogy egy őrült gyilkostól szökött meg, aki ki akarta vágni a szívét. A rendőrök először azt hitték, hogy viccel, de visszamentek vele a lakásba. Amikor bementek, Jeffrey Dahmert megkérték, hogy adja oda a kulcsot a bilincshez, mire ő a hálószobába mutatott, és az egyik rendőr bement, hogy megkeresse a kulcsot. A rémült fiatalember (Tracy Edwards) azt mondta nekik a rendőrautóban, hogy egy hatalmas kés van az ágy alatt, amit a rendőr meg is talált. Majd ahogy körbenézett, bizarr fotókra lett figyelmes, és ahogy ezeket megnézte közelebbről, nem csak pornografikus képeket talált, hanem megcsonkított és még egyéb horrorisztikus állapotban lévő holttestekről készült fotókat is. Amikor ezt meglátta, kikiáltott a kollégájának, hogy bilincselje meg Jeffrey-t. Amit ezután találtak, az minden képzeletet felülmúlt. A rendőrségen Jeffrey az alkoholt hibáztatta, de amint egyre jobban kitisztult a feje, úgy döntött, hogy mindent bevall, és segít a rendőrségnek az áldozatok azonosításában. Miután Jeffrey-t letartóztatták, Tracy Edwards nyilatkozott az újságoknak és a televíziónak a hihetetlen "kalandjáról", mivel országosan közvetítették az interjút Mississippi államban. A rendőrőrsön az egyik rendőr felkiáltott: "Te, ez nem az a tag, aki nálunk körözés alatt áll erőszak miatt?" Nem sokkal ezután Tracyt is letartóztatták, és nem messze Jeffrey-től helyezték egy cellába. Tracy később kijöhetett egy jóakarójának köszönhetően, aki letette érte az 1000 dolláros óvadékot.

## Börtönbüntetés és halál
Mivel Wisconsin államban a halálbüntetést már 1853-ban eltörölték, Jeffrey Dahmer a 17 rendbeli rábizonyított, s általa is bevallott gyilkosságért 941 év börtönbüntetést kapott, amit a Portage büntetés-végrehajtási intézetében kellett letöltenie. A börtönben Dahmer továbbra is betegesen viselkedett: ha azt látta, hogy egy börtönőr vagy egy rabtársa megijed a látványától, rákiabált, hogy "Harapok!", és amikor az illető rémülten hátraugrott, kinevette. Másik kedvenc szokása volt, hogy az ételéből emberi végtagokat formált, és azokat ketchuppal leöntve elhelyezte a fegyház különböző pontjain, csak hogy borzolja a fogvatartottak és a fegyőrök idegeit.
1994. november 28-án reggel Dahmer elhagyta a celláját, hogy elkezdje a rá kiszabott takarítói munkát. Vele tartott két másik elítélt is, Jesse Anderson és a szkizofrén Christopher Scarver. Dahmer és Anderson úgy döntöttek, hogy megtréfálják a társukat: hátba vágták egy 51 cm hosszú vasrúddal, majd amikor Scarver megfordult, nem árulták el, melyikük volt az, csak nevettek. Christopher Scarver ezután elvette a vasrudat, és mindkettőjüket agyonverte a konditeremben. Dahmer azonnal, Anderson két nappal később halt bele a sérüléseibe. Scarvert e két további emberölésért is elítélték.

## Ismert áldozatai
| Név                        | Életkor | A halál időpontja    |
| -------------------------- | ------- | -------------------- |
| 1. Steven Hicks            | 19      | 1978. június 6.      |
| 2. Steven Tuomi            | 26      | 1987. szeptember 15. |
| 3. James "Jamie" Doxtator  | 14      | 1988. január 16.     |
| 4. Richard Guerrero        | 25      | 1988. március 24.    |
| 5. Anthony Sears           | 24      | 1989. március 25.    |
| 6. Eddie Smith             | 36      | 1990. június         |
| 7. Ricky Beeks             | 27      | 1990. július         |
| 8. Ernest Miller           | 22      | 1990. szeptember     |
| 9. David Thomas            | 23      | 1990. szeptember     |
| 10. Curtis Straughter      | 19      | 1991. február        |
| 11. Errol Lindsey          | 19      | 1991. április        |
| 12. Tony Hughes            | 31      | 1991. május 24.      |
| 13. Konerak Sinthasomphone | 14      | 1991. május 27.      |
| 14. Matt Turner            | 20      | 1991. június 30.     |
| 15. Jeremiah Weinberger    | 23      | 1991. július 5.      |
| 16. Oliver Lacy            | 23      | 1991. július 12.     |
| 17. Joseph Bradehoft       | 25      | 1991. július 19.     |

## Érdekességek
2023-ban egy húszéves pécsi férfi, M. Tamás lakására csalt, majd kalapáccsal és konyhakéssel brutálisan meggyilkolt egy 65 éves hajléktalant. A korábban is már gyógyszer- valamint alkoholfüggő M. Tamás az őt nemrégiben ért családi tragédiák hatására zárkózott, zavart és beszámíthatatlan viselkedésű ember lett, aki vallomásaiban is elmondta, hogy Jeffrey Dahmer megszállottjává vált: ugyanúgy kezdett el öltözködni és viselkedni, mint a milwaukee-i szörnyeteg-ként elhíresült Dahmer, ezért követte el a pécsi gyilkosságot is.